# Сейсмічні явища
Сейсмічні явища — це пружні коливання літосфери або інших твердих оболонок земної кулі, що виникають внаслідок тектонічних напруг у земній корі, верхній мантії або інших природних шарах на земній поверхні.

## Загальний опис
Результати сейсмічних явищ проявляються у вигляді поштовхів — сейсмічних хвиль, які за видом деформацій поділяються на поздовжні та поперечні.
Поздовжні хвилі змушують коливатися частки порід у напрямку, що збігається з рухом хвилі. Поперечні хвилі поширюються в напрямку, перпендикулярному до напрямку руху поздовжніх хвиль. Швидкість і енергія поперечних хвиль є у 1,7 рази меншими, ніж у поздовжніх хвиль.
На контакті підземних пружних хвиль із земною поверхнею виникає новий вид коливальних рухів — так звані поверхневі хвилі, які призводять до деформацій поверхні Землі.
Якщо глибина залягання гіпоцентру коливається від 1 до 10 км, то такі сейсмічні явища називають поверхневими, від 30 до 50 км — коровими, а від 100 до 700 км — глибинними. Найбільш руйнівними є поверхневі сейсмічні явища.
Дія сейсмічних хвиль (поштовхів) та їх тривалість зазвичай обмежуються декількома секундами або хвилинами і рідко є довшою.
Струси земної кори сейсмічного походження як стихійне лихо займають друге місце після ураганів і тайфунів за величиною людських та матеріальних збитків.
Щорічно на земній кулі реєструється близько 100 тис. сейсмічних явищ, з яких близько 100 призводять до руйнувань, а у багатьох випадках і до катастроф.
Так, наприклад, 11 березня 2011 року в Японії було зафіксовано відразу два землетруси поспіль. Перші 9-бальні поштовхи трапилися на відстані 373 км від Токіо з осередком на глибині 24 км під поверхнею океану. Поштовхи викликали величезне цунамі з висотою хвиль у 10 м. Другий потужний поштовх стався з силою в 7,1 бала. За розрахунками сейсмологів, його епіцентр був на відстані в 505 км від столиці країни. Осередок цього землетрусу знаходився на глибині в 26 км. Цунамі накрило територію в 561 км². Половина затопленої території припала на префектуру Міягі. Більше ста тисяч людей залишилися без майна, а 15 703 людини загинуло.
14 квітня 2016 року на японському острові Кюсю стався землетрус магнітудою 6,2, а 16 квітня він повторився з магнітудою 7,3 і забрав життя понад 40 осіб, а сотні — отримали травми.

## Поверхні утворення явища
Сейсмічні явища виникають як на суші, так і на дні океанів, тому серед них виділяють моретрясіння і землетруси.
За походженням землетруси поділяють на:
• тектонічні — обумовлені тектонічними силами земної кори. Вони і становлять переважну більшість землетрусів і характеризуються широкими площами та великою силою (високою бальністю);
• вулканічні — пов'язані з виверженням вулканів. Вони мають локальне поширення, але іноді досить велику силу;
• денудаційні (обвальні і провальні) — породжені падінням великих масивів гірських порід. Такі землетруси характеризуються локальним характером і порівняно невеликою силою;
• льодовикові — виникають у товщі льодовикових покривів Землі на глибинах більше 2,5 км, коли лід тріскається і дві плити труться одна об одну;
• техногенні — пов'язані з діяльністю людини (заповнення водосховищ, гірничі роботи, підземні вибухи тощо).
Землетруси пов'язані в основному з Тихоокеанським та Середземноморсько-Індонезійським поясами. Основними сейсмічними районами України є Карпати та Крим, але потужні землетруси там не спостерігаються.
Землетруси реєструють за допомогою сейсмографів. Інтенсивність землетрусу на поверхні Землі оцінюється в балах. Для її визначення користуються спеціальними класифікаціями — шкалами сейсмічної інтенсивності. На сьогодні в Україні застосовують 12-бальну шкалу MSK-64. В ній використовують декілька ознак, головними з яких є: ступінь пошкодження будівель і споруд, залишкові явища в гірських породах, зміна режиму поверхневих і підземних вод, порушення рельєфу.
На основі матеріалів вивчення землетрусів складають сейсмічні карти. 3а допомогою сейсмічних карт можна одержати дані про сейсмічність (у балах) пункту, який нас цікавить. Отримані таким чином значення сейсмічності уточнюються з урахуванням геологічної будови і гідрогеологічних умов конкретного майданчика за допомогою карт сейсмічного мікрорайонування.
13 лютого 2025 року, як повідомило видання Live Science, дослідники Швейцарського федерального технологічного інституту (ETH) у Цюріху, вперше, на Гренландському льодовиковому щиті зареєстрували нове сейсмічне явище, яке отримало назву — криготрус. Подібно до землетрусів, криготруси виникають у товщі льодового покриву, коли лід тріскається і дві плити труться одна об одну. В даному випадку, вчені зареєстрували «криготруси», опустивши оптоволоконний кабель у свердловину глибиною 2,7 км в Північно-Східному Гренландському крижаному потоці.